# Onocolus biocellatus
Onocolus biocellatus är en spindelart som beskrevs av Cândido Firmino de Mello-Leitão 1948. 
Onocolus biocellatus ingår i släktet Onocolus och familjen krabbspindlar. Artens utbredningsområde är Guyana. Inga underarter finns listade i Catalogue of Life.